# اون سو می
اون سو می (کره‌ای: 은수미؛ زادهٔ ۶ دسامبر ۱۹۶۳) کنشگر و سیاستمدار اهل کره جنوبی است. او از سال ۲۰۱۲ تا ۲۰۱۶ عضو مجلس ملی کره جنوبی بود. در سال ۲۰۱۸ به عنوان شهردار سونگنام انتخاب شد و نخستین زنی شد که این سمت را در تاریخ این شهر بر عهده گرفت.

## اوایل زندگی و تحصیلات
اون سو می در جونگ‌اوپ، استان جولا شمالی، کره جنوبی متولد شد، اما در ناحیه گواناک در سئول بزرگ شد. پدرش سرباز بود. او بعدها در سال ۲۰۱۳ دوران کودکی خود را اینگونه به یاد آورد: «حدود ۲۰ سال در شیلیم دونگ زندگی می‌کردم. در آن زمان، خانواده‌ام در مقایسه با بیشتر دوستانم که در زاغه‌ها زندگی می‌کردند، احتمالاً وضع مالی بهتری داشتند. دو اتفاق تأثیرگذار را به یاد دارم؛ یکی زمانی بود که دانش‌آموز دبستانی بودم. دوستم را در حین «بازی» هل دادم و بدنش به‌طور ناخودآگاه دیوار را شکست و به خانه بغلی پرت شد. برای من بسیار شوکه‌کننده بود، چون با خانه خودمان خیلی فرق داشت. اتفاق دوم زمانی افتاد که در راهنمایی بودم. یکی از دوستانم پدرش را از دست داده بود و به خانه‌شان رفتم. آن‌جا فهمیدم خانواده‌اش در یک خانه گِلی اجاره‌ای زندگی می‌کنند.»
او مدرک کارشناسی جامعه‌شناسی را از دانشگاه ملی سئول دریافت کرد. در ابتدا قصد داشت راهبه شود، اما به دلیل مخالفت والدینش از این تصمیم صرف‌نظر کرد.
در اوایل دهه ۱۹۹۰، اون عضو ائتلاف کارگران سوسیالیست کره جنوبی بود. او در کنار چو کوک و ریو شی مین در این فعالیت‌ها شرکت داشت. به دلیل این فعالیت‌ها، در سال ۱۹۹۲ به اتهام نقض قانون امنیت ملی بازداشت شد. او بعدها اعلام کرد که توسط آژانس برنامه‌ریزی امنیت ملی شکنجه شده و به بیماری‌های مختلفی دچار شده است. در پی این رخدادها، سازمان عفو بین‌الملل او را به عنوان «زندانی عقیدتی» شناسایی کرد.
در سال ۲۰۰۴، او در مؤسسه کار کره مشغول به کار شد و مقالات علمی متعددی نوشت. این تجربه باعث پیشرفت حرفه‌ای‌اش شد و او را به یکی از کارشناسان شناخته‌شده حوزهٔ کار تبدیل کرد.